# Metaxia duplicarinata
Metaxia duplicarinata is een slakkensoort uit de familie van de Triphoridae. De wetenschappelijke naam van de soort is voor het eerst geldig gepubliceerd in 1940 door Powell.